# James Anderson (basket-ball)
Pour les articles homonymes, voir James Anderson et Anderson.
James Anderson, né le 25 mars 1989 à Junction City dans l'Arkansas, est un joueur américain de basket-ball. Il évolue au poste d'arrière.

## Biographie
Il joue trois saisons dans l'équipe universitaire des Cowboys d'Oklahoma State University et est élu joueur de l'année de la conférence Big 12 en 2010.
Il est candidat à la draft 2010 de la NBA et est choisi en 20e position par les Spurs de San Antonio.
À l'été 2014, il quitte la NBA et rejoint le Žalgiris Kaunas.
En novembre 2014, Anderson est nommé meilleur joueur de la 4e journée de la saison régulière de l'Euroligue 2014-2015. Il réalise une évaluation de 38 dans la victoire du Žalgiris contre l'UNICS Kazan en marquant 27 points, prenant 11 rebonds et effectuant 4 passes décisives et 3 interceptions.
Le 16 juillet 2015, Anderson signe aux Kings de Sacramento.
En juillet 2018, il rejoint l'Anadolu Efes Spor Kulübü pour un contrat d'un an avec une année supplémentaire en option. En juin 2021, Anderson reste à l'Anadolu Efes pour une saison supplémentaire.
En juin 2022, il signe un contrat d'un an avec l'UCAM Murcia pour jouer sa première saison dans le championnat espagnol.

## Records en carrière
Les records personnels de James Anderson, officiellement recensés par la NBA sont 
| Type statistique            | Saison régulière | Saison régulière           | Saison régulière | Playoffs | Playoffs                  | Playoffs    |
| Type statistique            | Record           | Adversaire                 | Date             | Record   | Adversaire                | Date        |
| --------------------------- | ---------------- | -------------------------- | ---------------- | -------- | ------------------------- | ----------- |
| Points en un match          | 36               | Rockets de Houston         | 13 novembre 2013 | 4        | 2 fois                    |             |
| Paniers marqués en un match | 12               | Rockets de Houston         | 13 novembre 2013 | 2        | Jazz de l'Utah            | 2 mai 2012  |
| Paniers tentés en un match  | 18               | 2 fois                     |                  | 5        | Jazz de l'Utah            | 2 mai 2012  |
| Lancers francs réussis      | 6                | 2 fois                     |                  | 1        | @ Thunder d'Oklahoma City | 31 mai 2012 |
| Lancers francs tentés       | 9                | Magic d'Orlando            | 3 décembre 2013  | 2        | @ Thunder d'Oklahoma City | 31 mai 2012 |
| Paniers à 3 points réussis  | 6                | 3 fois                     |                  | 1        | 2 fois                    |             |
| Paniers à 3 points tentés   | 12               | @ Thunder d'Oklahoma City  | 4 mars 2014      | 2        | 2 fois                    |             |
| Rebonds offensifs           | 5                | @ Warriors de Golden State | 26 avril 2012    | 1        | Thunder d'Oklahoma City   | 3 mai 2013  |
| Rebonds défensifs           | 7                | 2 fois                     |                  | 3        | 2 fois                    |             |
| Rebonds totaux              | 8                | 6 fois                     |                  | 4        | Thunder d'Oklahoma City   | 3 mai 2013  |
| Passes décisives            | 6                | 3 fois                     |                  | 1        | 3 fois                    |             |
| Interceptions               | 4                | @ Jazz de l'Utah           | 12 février 2014  | 1        | Jazz de l'Utah            | 2 mai 2012  |
| Contres                     | 2                | 2 fois                     |                  |          |                           |             |
| Balles perdues              | 5                | Grizzlies de Memphis       | 15 mars 2014     |          |                           |             |
| Minutes jouées              | 44               | 2 fois                     |                  | 16       | @ Thunder d'Oklahoma City | 31 mai 2012 |

- Double-double : 0 (au 16/04/2014)
- Triple-double : 0

## Palmarès
- Champion de la Division Southwest en 2012 avec les Spurs de San Antonio.
- Champion de Turquie : 2019, 2021
- Vainqueur de l'Euroligue 2020-2021 et 2021-2022 avec l'Anadolu Efes.
- Vainqueur de la coupe de Turquie en 2022